# Марци
Марци (итал. Marzi) је насеље у Италији у округу Козенца, региону Калабрија.
Према процени из 2011. у насељу је живело 818 становника. Насеље се налази на надморској висини од 543 м.

## Становништво
Према резултатима пописа становништва 2011. у општини је живело 996 становника.
| 1931. | 1936. | 1951. | 1961. | 1971. | 1981. | 1991. | 2001. | 2011. |
| ----- | ----- | ----- | ----- | ----- | ----- | ----- | ----- | ----- |
| 1.460 | 1.577 | 1.675 | 1.390 | 896   | 955   | 966   | 1.018 | 996   |